# Даневська Ірина Степанівна
Даневська Ірина Степанівна (4 березня 1981) — українська письменниця, відома своїми історичними романами. 

## Життєпис
Народилася 4 березня 1981 року у місті Носівка Чернігівської області. Її творчість здебільшого присвячена європейському життю середини XVII століття. Перші романи Даневської були написані російською мовою і видані у російських видавництвах.
Починаючи з 2014 року активно працює над україномовною серією книг, які висвітлюють історію України. Одним із найвідоміших її творів є роман «Німецький принц Богуслав Радзивіл», який відкриває серію про державного діяча Речі Посполитої князя Богуслава Радзивіла. Всього серія творів Даневської про Богуслава Радзивіла включає в себе три романи. Крім згадано це: «Генерал короля Богуслав Радзивіл» та «Державець Регімонта Богуслав Радзивіл».
Всього Даневська є авторкою п'яти історичних романів, два з яких написані російською, а три українською мовами. Письменниця бере участь в літературних фестивалях в Україні та закордоном.
Книги Даневської перекладені на білоруську мову.